# Ернст Пауер фон Арлау
Ернст Пауер фон Арлау (нім. Ernst Pauer von Arlau; 11 січня 1889, Тернопіль — 1974, Грац) — австро-угорський, австрійський і німецький офіцер, генерал-майор вермахту.

## Біографія
18 серпня 1909 року вступив у австро-угорську армію. Учасник Першої світової війни, після завершення якої продовжив службу в австрійській армії. З 1 жовтня 1934 року — викладач тактики в Терезіанській академії. Після аншлюсу 15 березня 1938 року автоматично перейшов у вермахт. З 1 липня 1938 року — в штабі 75-го артилерійського полку. З 11 листопада 1938 року — командир 2-го дивізіону 20-го моторизованого артилерійського полку, 1 березня 1939 року — 2-го дивізіону 52-го артилерійського полку, з 26 серпня 1939 по 10 січня 1940 року — 211-го, з 15 січня 1940 року — 234-го артилерійського полку. З 22 травня 1941 року — командир 110-го артилерійського командування, одночасно з 13 по 29 грудня 1941 року виконував обов'язки командира 7-ї піхотної дивізії. З 10 січня 1942 року — командир 7-го артилерійського полку. В березні 1942 року відправлений у резерв фюрера. З 15 червня 1942 року — командир 129-го артилерійського командування. 28 грудня 1942 року захворів, за наказом генерал-полковника Фрідріха Паулюса евакуйований із Сталінградського котла і відправлений у резерв фюрера. З 20 вересня 1943 року — командир 30-го артилерійського командування, одночасно з березня по 1 червня 1944 року — командир 121-ї піхотної дивізії. У вересні 1944 року знову відправлений у резерв фюрера. З 20 жовтня 1944 року — командир 320-го, з грудня 1944 року — 322-го вищого артилерійського командування. 7 травня 1945 року взятий в полон британськими військами. В липні 1946 року звільнений.

## Звання
- Лейтенант (18 серпня 1909)
- Оберлейтенант (1 травня 1914)
- Гауптман (1 серпня 1916)
- Майор (1928)
- Оберстлейтенант (11 квітня 1934)
- Оберст генштабу (1 січня 1938)
- Генерал-майор (1 вересня 1941)

## Нагороди
- Бронзова та срібна медаль «За військові заслуги» (Австро-Угорщина) з мечами
- Хрест «За військові заслуги» (Австро-Угорщина) 3-го класу з військовою відзнакою і мечами
- Орден Залізної Корони 3-го класу з військовою відзнакою і мечами
- Військовий Хрест Карла
- Залізний хрест 2-го і 1-го класу
- Пам'ятна військова медаль (Австрія) з мечами
- Почесний знак «За заслуги перед Австрійською Республікою», золотий знак
- Почесний хрест ветерана війни з мечами
- Медаль «За вислугу років у Вермахті» 4-го, 3-го, 2-го і 1-го класу (25 років)
- Застібка до Залізного хреста 2-го і 1-го класу
- Нагрудний знак «За поранення» в чорному